# Jean-Joseph Renaud
Jean-Joseph Renaud (ur. 16 stycznia 1873 w Paryżu, zm. 8 grudnia 1953 tamże) – francuski szermierz, sędzia szermierki oraz pisarz i dziennikarz. Członek francuskiej drużyny olimpijskiej w 1900 roku.

## Biografia
Oprócz kariery sportowej był również pisarzem i dziennikarzem. Pisał eseje, dramaty i powieści. Wydał dwie książki poświęcone szermierce i samoobronie: La Défense dans la rue (pl. Samoobrona na ulicy; 1912) oraz L’Escrime (pl. Szermierka; 1911), które są najwcześniejszymi pozycjami pisanymi dotyczącymi zagadnień samoobrony oraz podstaw walki szermierczej. W 1922 otrzymał nagrodę Maurice-Renard za całokształt swojej twórczości literackiej. Podczas II wojny światowej napisał kilka recenzji literackich w kolaboracyjnej prasie - gazecie Paris-Midi.  